# Met Office
O Met Office (originalmente uma abreviação de Meteorological Office; em português: Escritório de Meteorologia) é o serviço nacional de meteorologia do Reino Unido. Sua sede fica em Exeter, Inglaterra.

Presta serviços meteorológicos e climáticos às Forças Armadas, departamentos governamentais, público, aviação civil, transporte marítimo, indústria, agricultura e comércio.

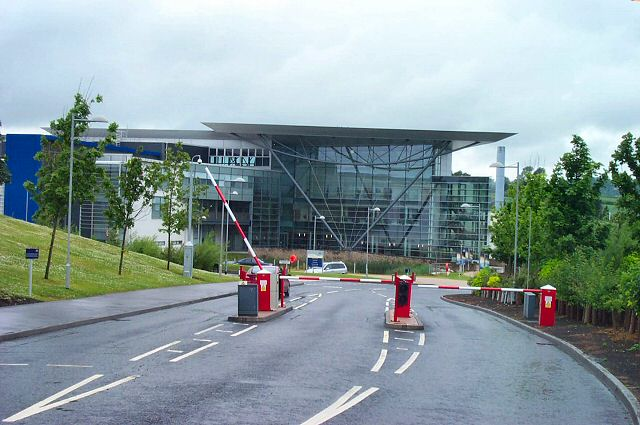
A sede atual do Met Officel atual, em Exeter
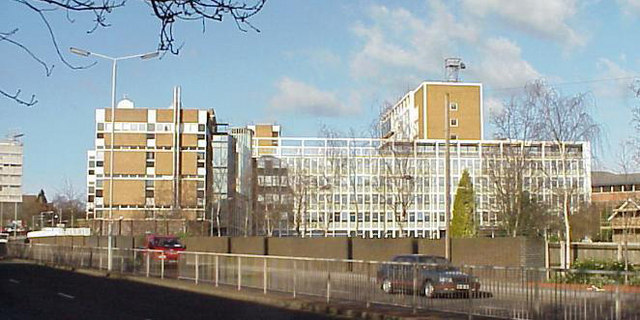
A sede antiga do Met Office em Bracknell (até 1999)

## História

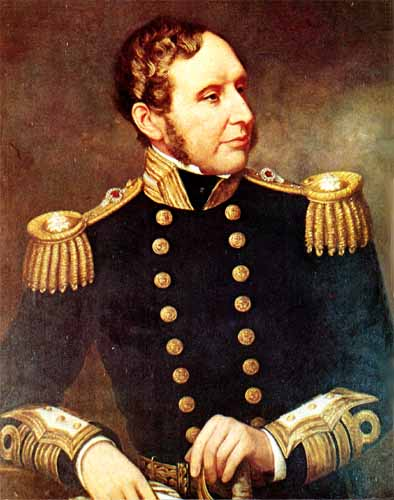
Fitzroi, fundador o Met Office

Foi fundado pelo vice-almirante Robert Fitzroy em 1854 e quando Fitzroy morreu em 1865, a gestão passou para a Royal Society até 1905.
Já foi subsidiado pelo Ministério da Defesa, mas atualmente (2022) é uma agência executiva, ligada ao Departamento de Negócios, Energia e Estratégia Industrial.
Parte de sua sede forma a Faculdade Met Office (Met Office College), que em seu portal escreve: "o Met Office College oferece uma variedade de cursos profissionais para prestadores de serviços meteorológicos e aulas personalizadas para a indústria e o setor público".
Notícias sobre tempo e clima
O portal do Met Office é dividido em diversas seções, incluindo uma de notícias sobre tempo e clima (aqui).

## Objetivos
O objetivo do Met Office é oferecer serviços climáticos e ciência climática para ajudar as pessoas a tomarem melhores decisões para se manterem seguras e prosperar.

## Conteúdo sob licença aberta
De forma geral, o conteúdo do portal está sob uma licença Crown Copyright, que obriga a liberação do conteúdo de órgãos do Governo do Reino Unido sob domínio público. No entanto, segundo o Met Office, "o Keeper of Public Records autorizou o Met Office a licenciar o uso e reutilização de suas próprias informações, sujeito a certas condições". Assim, o conteúdo pode ser licenciado sob diferentes categorias, mas, de forma geral, parte dele é "aberto".